# 長野県小学校一覧
長野県小学校一覧（ながのけんしょうがっこういちらん）は、長野県の小学校及び義務教育学校（前期課程）の一覧。

## 国立小学校
- 信州大学教育学部附属長野小学校
- 信州大学教育学部附属松本小学校

## 公立小学校

### 長野市
- 長野市立城山小学校
- 長野市立城東小学校
- 長野市立鍋屋田小学校
- 長野市立加茂小学校
- 長野市立山王小学校
- 長野市立芹田小学校
- 長野市立古牧小学校
- 長野市立三輪小学校
- 長野市立緑ヶ丘小学校
- 長野市立三本柳小学校
- 長野市立吉田小学校
- 長野市立裾花小学校
- 長野市立湯谷小学校
- 長野市立南部小学校
- 長野市立大豆島小学校
- 長野市立朝陽小学校
- 長野市立長沼小学校
- 長野市立古里小学校
- 長野市立若槻小学校
- 長野市立徳間小学校
- 長野市立浅川小学校
- 長野市立芋井小学校
  - 第一分校（2007年から休校中）
- 長野市立柳原小学校
- 長野市立安茂里小学校
- 長野市立松ヶ丘小学校
- 長野市立通明小学校
- 長野市立篠ノ井東小学校
- 長野市立篠ノ井西小学校
- 長野市立共和小学校
- 長野市立信里小学校
- 長野市立塩崎小学校
- 長野市立松代小学校
- 長野市立清野小学校
- 長野市立西条小学校
- 長野市立豊栄小学校
- 長野市立東条小学校
- 長野市立寺尾小学校
- 長野市立綿内小学校
- 長野市立川田小学校
- 長野市立保科小学校
- 長野市立昭和小学校
- 長野市立川中島小学校
- 長野市立青木島小学校
- 長野市立下氷鉋小学校
- 長野市立真島小学校
- 長野市立七二会小学校
  - 笹平分校（2009年から休校）
- 長野市立豊野西小学校
- 長野市立豊野東小学校
- 長野市立戸隠小学校
- 長野市立鬼無里小学校
- 長野市立大岡小学校
- 長野市立信州新町小学校
- 長野市立中条小学校

### 松本市
- 松本市立開智小学校
- 松本市立源池小学校
- 松本市立筑摩小学校
- 松本市立旭町小学校
- 松本市立田川小学校
- 松本市立鎌田小学校
- 松本市立清水小学校
- 松本市立島内小学校
- 松本市立中山小学校
- 松本市立島立小学校
- 松本市立芝沢小学校
- 松本市立菅野小学校
- 松本市立芳川小学校
- 松本市立寿小学校
- 松本市立岡田小学校
  - あさひ分校
- 松本市立山辺小学校
- 松本市立今井小学校
- 松本市立開明小学校
- 松本市立明善小学校
- 松本市立本郷小学校
- 松本市立二子小学校
- 松本市立並柳小学校
- 松本市立四賀小学校
- 松本市立梓川小学校
- 松本市立奈川小学校
- 松本市立安曇小学校
- 松本市立大野川小学校
- 松本市立波田小学校
  - 松原分校

### 上田市
- 上田市立清明小学校
- 上田市立東小学校
- 上田市立西小学校
- 上田市立北小学校
- 上田市立城下小学校
- 上田市立塩尻小学校
- 上田市立川辺小学校
- 上田市立神川小学校
- 上田市立神科小学校
- 上田市立豊殿小学校
- 上田市立東塩田小学校
- 上田市立中塩田小学校
- 上田市立塩田西小学校
- 上田市立浦里小学校
- 上田市立川西小学校
- 上田市立南小学校
- 上田市立塩川小学校
- 上田市立丸子北小学校
- 上田市立丸子中央小学校
- 上田市立傍陽小学校
- 上田市立長小学校
- 上田市立本原小学校
- 上田市立菅平小学校
- 上田市立武石小学校

### 岡谷市
- 岡谷市立神明小学校
- 岡谷市立岡谷田中小学校
- 岡谷市立小井川小学校
- 岡谷市立湊小学校
- 岡谷市立川岸小学校
- 岡谷市立長地小学校
- 岡谷市立上の原小学校

### 飯田市
- 飯田市立丸山小学校
- 飯田市立追手町小学校
- 飯田市立浜井場小学校
- 飯田市立座光寺小学校
- 飯田市立松尾小学校
- 飯田市立竜丘小学校
- 飯田市立三穂小学校
- 飯田市立伊賀良小学校
- 飯田市立山本小学校
- 飯田市立下久堅小学校
- 飯田市立川路小学校
- 飯田市立千代小学校
- 飯田市立千栄小学校
- 飯田市立龍江小学校
- 飯田市立上久堅小学校
- 飯田市立鼎小学校
- 飯田市立上郷小学校
- 飯田市立上村小学校
- 飯田市立和田小学校

### 諏訪市
- 諏訪市立城南小学校
- 諏訪市立四賀小学校
- 諏訪市立豊田小学校
- 諏訪市立中洲小学校
- 諏訪市立湖南小学校
- 諏訪市立上諏訪小学校

### 須坂市
- 須坂市立須坂小学校
- 須坂市立小山小学校
- 須坂市立森上小学校
- 須坂市立日滝小学校
- 須坂市立豊洲小学校
- 須坂市立日野小学校
- 須坂市立井上小学校
- 須坂市立高甫小学校
- 須坂市立旭ケ丘小学校
- 須坂市立仁礼小学校
- 須坂市立豊丘小学校

### 小諸市
- 小諸市立東小学校
- 小諸市立水明小学校
- 小諸市立坂の上小学校
- 小諸市立野岸小学校
- 小諸市立千曲小学校
- 小諸市立美南ガ丘小学校

### 伊那市
- 伊那市立伊那小学校
- 伊那市立伊那東小学校
- 伊那市立伊那北小学校
- 伊那市立伊那西小学校
- 伊那市立新山小学校
- 伊那市立美篶小学校
- 伊那市立手良小学校
- 伊那市立東春近小学校
- 伊那市立西春近北小学校
- 伊那市立西春近南小学校
- 伊那市立西箕輪小学校
- 伊那市立富県小学校
- 伊那市立高遠小学校
- 伊那市立高遠北小学校
- 伊那市立長谷小学校

### 駒ヶ根市
- 駒ヶ根市立赤穂小学校
- 駒ヶ根市立赤穂東小学校
- 駒ヶ根市立赤穂南小学校
- 駒ヶ根市立中沢小学校
- 駒ヶ根市立東伊那小学校

### 中野市
- 中野市立中野小学校
- 中野市立日野小学校
- 中野市立延徳小学校
- 中野市立高丘小学校
- 中野市立平野小学校
- 中野市立高社小学校
- 中野市立豊田小学校

### 大町市
- 大町市立大町西小学校
- 大町市立大町北小学校
- 大町市立大町南小学校
- 大町市立大町東小学校
- 大町市立八坂小中学校（義務教育学校）
- 大町市立美麻小中学校（義務教育学校）

### 飯山市
- 飯山市立秋津小学校
- 飯山市立飯山小学校
- 飯山市立木島小学校
- 飯山市立城北小学校

### 茅野市
- 茅野市立永明小学校
- 茅野市立宮川小学校
- 茅野市立米沢小学校
- 茅野市立豊平小学校
- 茅野市立泉野小学校
- 茅野市立金沢小学校
- 茅野市立玉川小学校
- 茅野市立湖東小学校
- 茅野市立北山小学校

### 塩尻市
- 塩尻市立片丘小学校
- 塩尻市立桔梗小学校
- 塩尻市立塩尻西小学校
- 塩尻市立塩尻東小学校
- 塩尻市立洗馬小学校
- 塩尻市立宗賀小学校
- 塩尻市立広丘小学校
- 塩尻市立吉田小学校
- 塩尻市立楢川小中学校（義務教育学校）

### 佐久市
- 佐久市立岩村田小学校
- 佐久市立佐久平浅間小学校
- 佐久市立平根小学校
- 佐久市立中佐都小学校
- 佐久市立高瀬小学校
- 佐久市立野沢小学校
- 佐久市立泉小学校
- 佐久市立岸野小学校
- 佐久市立中込小学校
- 佐久市立佐久城山小学校
- 佐久市立東小学校
- 佐久市立臼田小学校
- 佐久市立浅科小学校
- 佐久市立望月小学校

### 千曲市
- 千曲市立屋代小学校
- 千曲市立東小学校
- 千曲市立更級小学校
- 千曲市立埴生小学校
- 千曲市立戸倉小学校
- 千曲市立上山田小学校
- 千曲市立治田小学校
- 千曲市立八幡小学校
- 千曲市立五加小学校

### 東御市
- 東御市立田中小学校
- 東御市立祢津小学校
- 東御市立和小学校
- 東御市立滋野小学校
- 東御市立北御牧小学校

### 安曇野市
- 安曇野市立明南小学校
- 安曇野市立明北小学校
- 安曇野市立豊科北小学校
- 安曇野市立豊科南小学校
- 安曇野市立豊科東小学校
- 安曇野市立穂高南小学校
- 安曇野市立穂高北小学校
- 安曇野市立穂高西小学校
- 安曇野市立三郷小学校
- 安曇野市立堀金小学校

### 南佐久郡
- 小海町立小海小学校
- 佐久穂町立佐久穂小学校
- 川上村立川上第一小学校
- 川上村立川上第二小学校
- 南牧村立南牧北小学校
- 南牧村立南牧南小学校
- 南相木村立南相木小学校
- 北相木村立北相木小学校

### 北佐久郡
- 軽井沢町立軽井沢東部小学校
- 軽井沢町立軽井沢中部小学校
- 軽井沢町立軽井沢西部小学校
- 御代田町立御代田北小学校
- 御代田町立御代田南小学校
- 立科町立立科小学校

### 小県郡
- 長和町立長門小学校
- 長和町立和田小学校
- 青木村立青木小学校

### 諏訪郡
- 下諏訪町立下諏訪南小学校
- 下諏訪町立下諏訪北小学校
- 富士見町立富士見小学校
- 富士見町立本郷小学校
- 富士見町立境小学校
- 原村立原小学校

### 上伊那郡

#### 組合立小学校
- 辰野町塩尻市小学校組合立両小野小学校

#### 町村立小学校
- 辰野町立辰野東小学校
- 辰野町立辰野西小学校
- 辰野町立辰野南小学校
- 箕輪町立箕輪中部小学校
- 箕輪町立箕輪北小学校
- 箕輪町立箕輪南小学校
- 箕輪町立箕輪東小学校
- 箕輪町立箕輪西小学校
- 飯島町立飯島小学校
- 飯島町立七久保小学校
- 南箕輪村立南箕輪小学校
- 南箕輪村立南部小学校
- 中川村立中川東小学校
- 中川村立中川西小学校
- 宮田村立宮田小学校

### 下伊那郡
- 松川町立松川中央小学校
- 松川町立松川北小学校
- 高森町立高森南小学校
- 高森町立高森北小学校
- 阿南町立大下条小学校
- 阿南町立和合小学校
- 阿南町立新野小学校
- 阿南町立富草小学校
- 阿智村立阿智第一小学校
- 阿智村立阿智第二小学校
- 阿智村立阿智第三小学校
- 阿智村立浪合小学校
- 阿智村立清内路小学校
- 平谷村立平谷小学校
- 根羽村立根羽学園（義務教育学校）
- 下條村立下條小学校
- 売木村立売木小学校
- 天龍村立天龍小学校
- 泰阜村立泰阜小学校
- 大鹿村立大鹿小学校
- 喬木村立喬木第一小学校
- 喬木村立喬木第二小学校
- 豊丘村立豊丘南小学校
- 豊丘村立豊丘北小学校

### 木曽郡
- 上松町立上松小学校
- 南木曽町立南木曽小学校
- 木曽町立福島小学校
- 木曽町立日義小学校
- 木曽町立開田小学校
- 木曽町立三岳小学校
- 木祖村立木祖小学校
- 王滝村立王滝小学校
- 大桑村立大桑小学校

### 東筑摩郡
- 麻績村立麻績小学校
- 山形村立山形小学校
- 朝日村立朝日小学校
- 生坂村立生坂小学校
- 筑北村立筑北小学校

### 北安曇郡
- 池田町立池田小学校
- 池田町立会染小学校
- 松川村立松川小学校
- 白馬村立白馬南小学校
- 白馬村立白馬北小学校
- 小谷村立小谷小学校

### 埴科郡
- 坂城町立坂城小学校
- 坂城町立南条小学校
- 坂城町立村上小学校

### 上高井郡
- 小布施町立栗ガ丘小学校
- 高山村立高山小学校

### 下高井郡
- 木島平村立木島平小学校
- 野沢温泉村立野沢温泉小学校
- 山ノ内町立東小学校
- 山ノ内町立西小学校
- 山ノ内町立南小学校

### 上水内郡
- 信濃町立信濃小中学校（義務教育学校）
- 飯綱町立牟礼小学校
- 飯綱町立三水小学校
- 小川村立小川小学校

### 下水内郡
- 栄村立栄小学校
  - 秋山分校（2020年度から休校中）

## 私立小学校
- 才教学園小学校 （学校法人才教学園）- 松本市村井町。
- グリーン・ヒルズ小学校 （学校法人いいづな学園）- 長野市富田。サドベリー・スクール[1]。
- どんぐり向方小学校 （特区学校法人どんぐり向方学園）- 下伊那郡天龍村。前身はフリースクールどんぐり向方塾[2]。
- 大日向小学校（学校法人茂来学園） - 南佐久郡佐久穂町。イエナプランスクール[3]。
- さやか星小学校（学校法人西軽井沢学園） - 佐久市入澤。
- 長野日本大学小学校 - 長野市東和田。旧校名は長野小学校（2011年4月 - 2018年3月）。